# Bruzolo
Bruzolo – miejscowość i gmina we Włoszech, w regionie Piemont, w prowincji Turyn.
Według danych na rok 2004 gminę zamieszkiwało 1336 osób, 111,3 os./km².
W 1610 roku zawarto tu tajne porozumienie pomiędzy księciem Sabaudii Karolem Emanuelem i królem Francji Henrykiem IV przeciwko Habsburgom. Na jego mocy Karol Emanuel w zamian za Sabaudię miał otrzymać Mediolan i Monferrato oraz tytuł królewski. Porozumienie nie zostało zrealizowane, ponieważ wkrótce po jego zawarciu Henryk IV został zamordowany.